# Jean-Pierre Firmin Malher
Jean Pierre Firmin Malher [malɛʁ], né le 29 juin 1761 à Paris et mort le 13 mars 1808 à Valladolid en Espagne, est un général français de la Révolution et de l’Empire

## Biographie

### Début de carrière
Il entre en service le 5 octobre 1777 comme soldat au régiment de Neustrie et fait avec cette unité la campagne de 1779 sur mer à bord du vaisseau la Couronne. Il est nommé sous-officier le 30 juin 1780 avant de prendre son congé le 5 octobre 1784.
En 1789, il entre dans la garde nationale soldée de Paris et devient caporal le 6 octobre de la même année, puis sergent le 21 octobre 1791. Le 24 janvier 1792, il passe avec le grade d'adjudant sous-officier dans le 14e bataillon d’infanterie légère. Il sert à l’armée du Nord quand il reçoit son brevet de sous-lieutenant le 16 août 1792.
Le 24 avril 1793, il est nommé lieutenant et le 26, il prend les fonctions d’aide de camp du général Queyssat, et en l’an IV il rejoint l’armée des côtes de Cherbourg avant de revenir à celle du Nord en fin d’année. Promu adjudant-général chef de brigade le 30 avril 1794.

### Général de la Révolution et de l'Empire
En l’an VII, il est envoyé en Batavie, il se signale le 6 octobre 1799, à la bataille de Castricum, et sa conduite dans cette affaire lui vaut le grade de général de brigade le 19 octobre suivant. Il se signale de nouveau à l’armée d’Italie les 24 mai et 14 juin 1800, à la prise d’Ivrée et à la bataille de Marengo, où il reçoit une blessure assez grave qui ne l’empêche cependant pas de rejoindre l’armée Gallo-Batave le 18 décembre suivant. 
Le 2 octobre 1801, il est mis en non activité, et le 23 septembre 1802, il a un commandement dans la 24e division militaire. Il est promu général de division le 27 août 1803, et le 30, il prend le commandement de la 2e subdivision de la 13e division militaire à Rennes. Il est fait chevalier de la Légion d’honneur le 11 décembre 1803, et le 15 février 1804, il est chargé de l’inspection des côtes. Il est élevé au grade de commandeur de la Légion d’honneur le 14 juin suivant, et le 31 octobre 1804 il est employé au camp de Montreuil sous le maréchal Ney.
En l’an XIV, il reçoit le commandement de la 3e division du 6e corps de la Grande Armée, et le 25 décembre 1805, il est fait grand officier de la Légion d’honneur en récompense de la brillante valeur qu’il a déployée le 9 octobre au combat de Günzburg, en repoussant une colonne ennemie au-delà du Danube.

### Mort accidentelle en Espagne

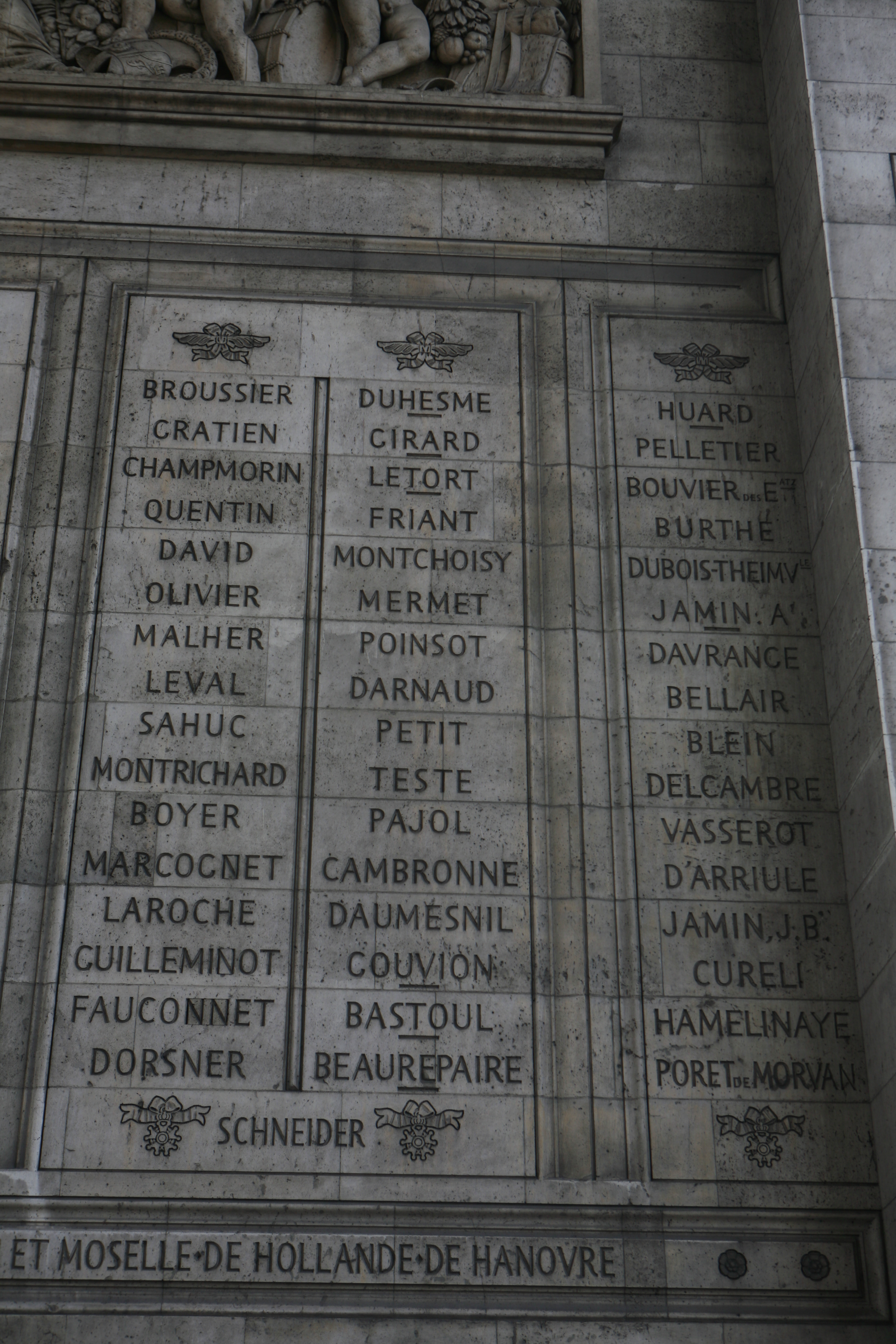
Noms gravés sous l'arc de triomphe de l'Étoile : pilier Nord, 7e, 8e et 9e colonnes.

Il est employé à l’intérieur le 8 mars 1807 et commande la 13e division militaire le 7 septembre suivant. Le 3 novembre, il est attaché au 2e corps d’observation de la Gironde. Le 13 mars 1808, alors que l'armée finit un exercice d'entraînement sur le plateau dominant Valladolid, par un dernier feu d’un bataillon de la garde de Paris, il est tué, le crâne traversé par une baguette de fusil oubliée dans le canon par un soldat,. Le 10 mai 1808, il est créé par décret comte de l'Empire à titre posthume.

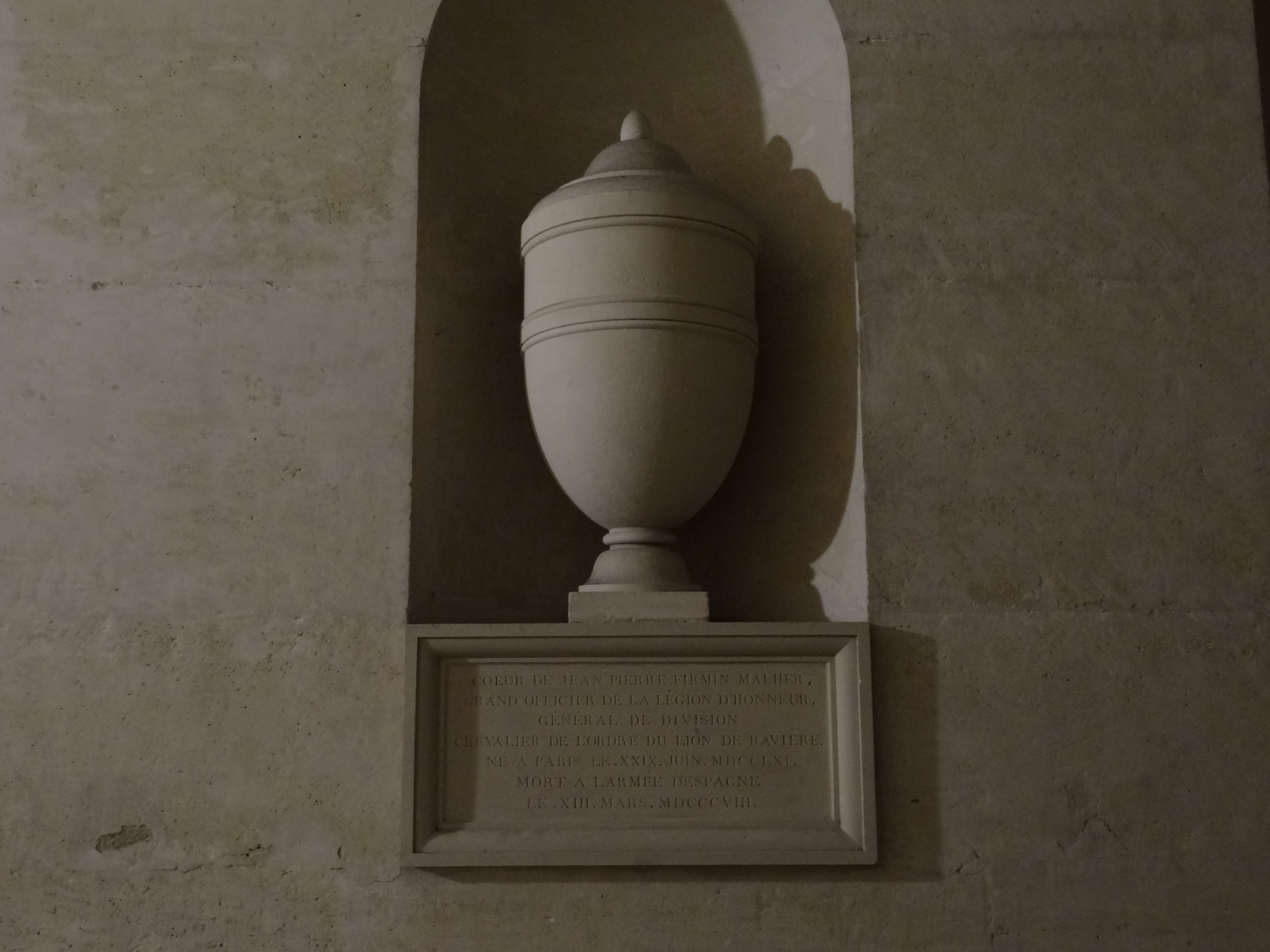
L'urne contenant le cœur de Jean-Pierre Firmin Malher au Panthéon.

Il est enterré dans l'église de Saint-Pierre de Valladolid (es) et son cœur, transporté à Paris, est déposé au Panthéon. Son nom est gravé sous l'arc de triomphe de l'Étoile, côté nord, 7e colonne.
De son exil de Sainte-Hélène, Napoléon déclare à son aide de camp Gourgaud au sujet des généraux Legrand et Malher : « [ils] étaient doux comme des enfants. Mais Malher avait trop soif d'argent ».

## Distinctions
- Grand officier de la Légion d'honneur

## Hommages
En 1886, le fort du Larmont inférieur, près de Pontarlier est renommé Fort Malher.

## Sources
- Notice biographique au Panthéon de Paris.
- Correspondance générale de Napoléon Bonaparte, Tomes 1 à 6, Éditions Fayard, publiés par la Fondation Napoléon, 2004-2009
- (en) « Generals Who Served in the French Army during the Period 1789 - 1814: Eberle to Exelmans »
- A. Lievyns, Jean Maurice Verdot, Pierre Bégat, Fastes de la Légion-d'honneur, biographie de tous les décorés accompagnée de l'histoire législative et réglementaire de l'ordre, volume 3, Bureau de l’administration, janvier 1844, 529 p. (lire en ligne), p. 303.
- « Cote LH/2790/85 », base Léonore, ministère français de la Culture
- Thierry Pouliquen, « Les généraux français et étrangers ayant servis [sic] dans la Grande Armée » (consulté le 12 mai 2014)
- « La noblesse d’Empire » (consulté le 12 mai 2014)